# Sacré coeur
Sacré coeur er – på fransk – (Jesu) hellige hjerte, genstand for andagt i den romersk-katolske kirke.
Vi kender det også fra fx kirken Sacré Coeur på Montmartre i Paris.